# Aloo chaat
Aloo chaat, ou alu chaat (en hindi : 'आलू चाट'), est le nom d'un mets de la cuisine indienne, typique de la cuisine de rue des régions du Nord de l'Inde. C'est une préparation à base de pommes de terre sautées dans l'huile et assaisonnées d'épices et de chutney.
C'est un mets de grignotage, qui peut aussi faire office de hors-d'œuvre, comme une salade de pommes de terre, ou de repas léger. Il est fait de pommes de terre coupées en cubes, bouillies et sautées, servies avec du chaat masala (mélange d'épices). 
En Inde, ce plat est très courant. Il est très variable, car préparé de diverses manières par des gens différents, dans des régions différentes, dans tout le pays.

 
Le terme aloo désigne la « pomme de terre », en hindi, et le terme chaat est dérivé du mot hindi, chatna, qui signifie « savoureux ».

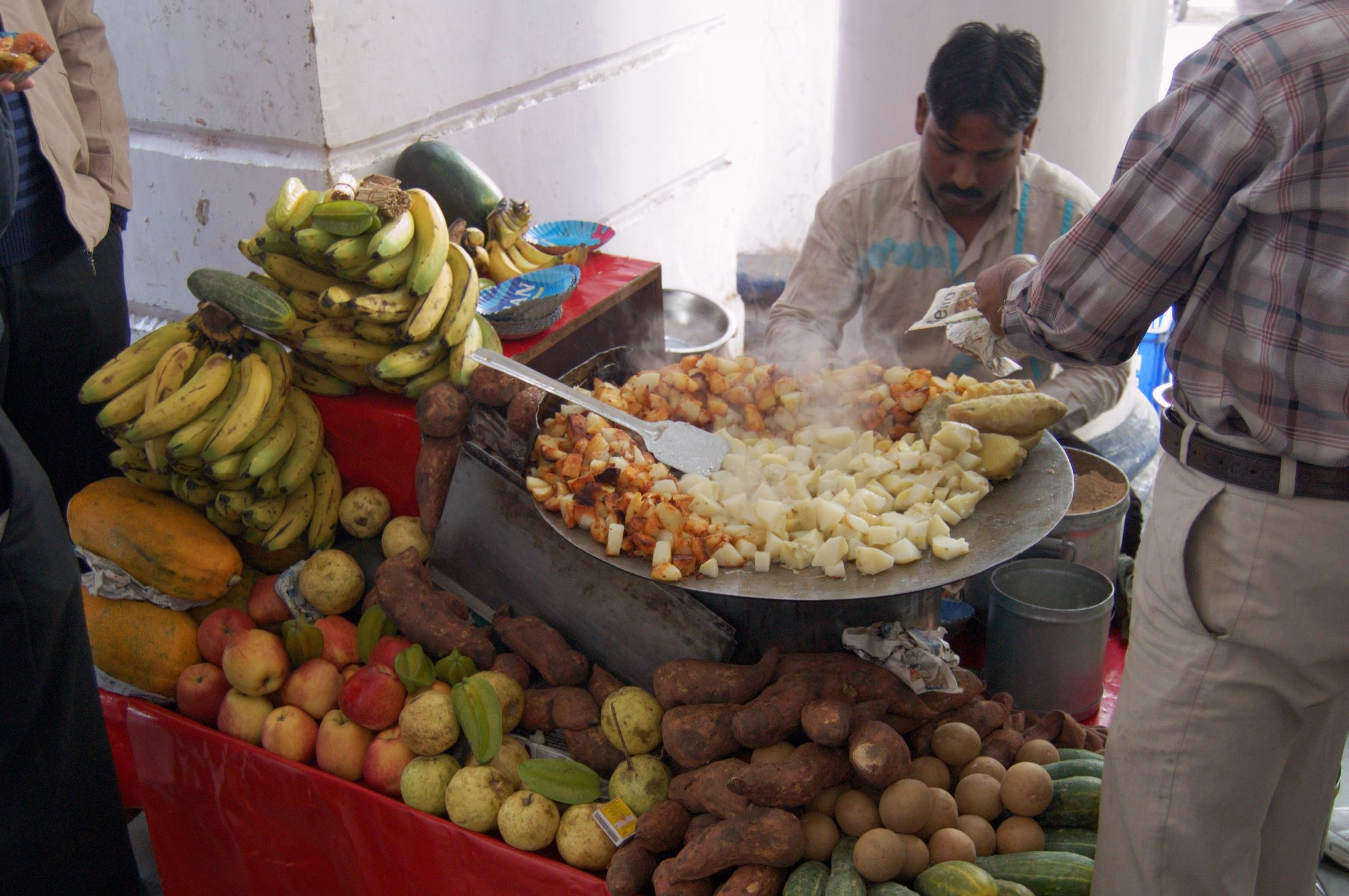
Vendeur daloo chaat à New Delhi.